# Nikos Machlas
Nikolaos Machlas (ur. 16 czerwca 1973 w Heraklionie) – grecki piłkarz grający na pozycji napastnika, wielokrotny reprezentant kraju.

## Kariera klubowa
Rozpoczął karierę w klubie OFI 1925, w barwach którego zadebiutował w lutym 1991 w meczu z Panioniosem GSS. Pozostał na Krecie do 1996, kiedy to przeniósł się do holenderskiego SBV Vitesse.
W pierwszym sezonie w Holandii zdobył zaledwie osiem bramek w 29 meczach, ale już rok później w 32 meczach ligowych strzelił aż 34 gole, co uczyniło go zdobywcą Złotego Buta za sezon 1997/1998. W trzecim, ostatnim sezonie w barwach Vitesse w 29 meczach strzelił 18 goli, po czym został sprzedany do Ajaksu za 7,6 mln USD.
Tam co prawda wciąż strzelał bramki, ale wielokrotnie dawano mu do zrozumienia, że nie jest wystarczająco dobry, by grać w Ajaksie; miejsce w ataku częściej zajmowali młodsi Zlatan Ibrahimović i Mido. Wreszcie na początku sezonu 2002/2003 trener Ronald Koeman oznajmił Machlasowi, iż nie widzi dla niego miejsca w składzie drużyny z Amsterdamu i odesłał go do drużyny młodzieżowej.
Niedługo potem Machlas na zasadzie wypożyczenia odszedł do hiszpańskiej Sevilli FC. Tam jedna nie poradził sobie – w czternastu meczach strzelił zaledwie dwa gole, a także został aresztowany za agresywne zachowanie wobec policjanta, który ukarał go mandatem za przekroczenie prędkości.
W lipcu 2003 rozwiązano jego kontrakt z Ajaksem. Machlas wrócił więc do Grecji, gdzie związał się z Iraklisem, a następnie ze swoim pierwszym klubem, OFI Kreta. Tam popadł w konflikt z prezesem. Jego kontrakt rozwiązano, a Machlas wyjechał na Cypr, gdzie podpisał roczny kontrakt z APOEL-em.

## Kariera reprezentacyjna
W reprezentacji Grecji Machlas rozegrał 61 meczów, w których strzelił 18 goli. Z drużyną narodową wystąpił na Mistrzostwach Świata 1994, w których Grecja przegrała jednak wszystkie trzy mecze grupowe, nie strzelając nawet gola. Ostatni mecz w reprezentacji zagrał w lutym 2002, rywalem Greków była wówczas Szwecja.